# New Springfield
New Springfield es un lugar designado por el censo ubicado en el condado de Mahoning en el estado estadounidense de Ohio. En el Censo de 2020 tenía una población de 579 habitantes y una densidad poblacional de 139,86 habitantes por km². Fue incluido como CDP en el censo de 2020.

## Geografía
New Springfield se encuentra ubicado en las coordenadas 40°55′6″N 80°36′11″O / 40.91833, -80.60306. Según la Oficina del Censo de los Estados Unidos,  tiene una superficie total de 4,14 km², de la cual 4,09 km² corresponden a tierra firme y 0,05 km² a agua.